# Thecla sophocles
Thecla sophocles är en fjärilsart som beskrevs av Fabricius 1793. Thecla sophocles ingår i släktet Thecla och familjen juvelvingar. Inga underarter finns listade i Catalogue of Life.